# Marriott-Slaterville
Marriott-Slaterville è un comune degli Stati Uniti d'America, nella contea di Weber nello Stato dello Utah.